# Julien Offray de La Mettrie
Julien Offray, sieur de La Mettrie (* 23. November 1709 in Saint-Malo; † 11. November 1751 in Potsdam) war ein französischer Arzt, Schriftsteller, Pamphletist und radikalaufklärerischer philosophe des Lumières.
„Sous ces traits vifs, tu vois le Maître

Des jeux, des ris & des bons mots

Trop hardi d’avoir de son être,

Osé débrouiller le Cahos [sic],

Sans un Sage il étoit la victime des sots.“
In diesen lebhaften Zügen siehst Du den Meister

Des Spiels, des Lachens und des Bonmots;

Er war so kühn zu wagen, die Fragen des Seins

Aus dem Chaos zu entschlüsseln

Ohne einen Weisen wäre er das Opfer der Dummen geworden.

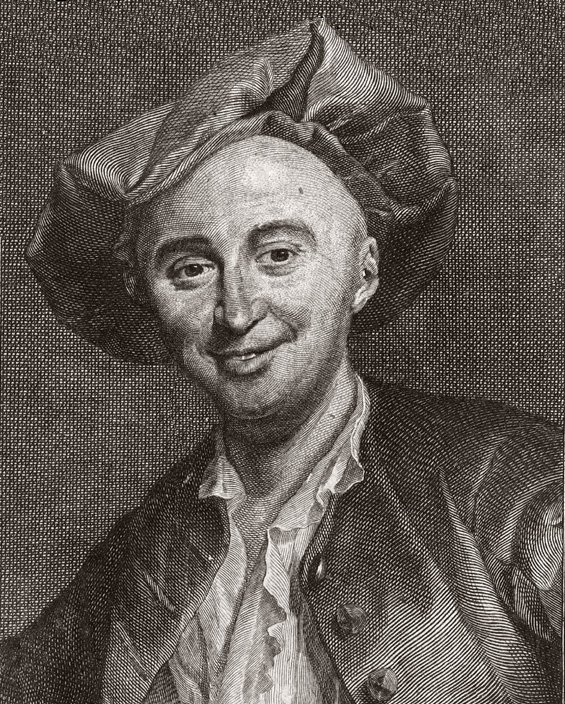
Julien Offray de La Mettrie ließ sich als „Democritus ridens“, als lachender Demokrit, von dem preußischen Kupferstecher Georg Friedrich Schmidt um 1750/1751 porträtieren. Der Stich ist mit einem Epigramm seines Freundes, des Hofschauspielers Damien Desormes, ausgestattet.
„Sous ces traits vifs, tu vois le Maître
Des jeux, des ris & des bons mots
Trop hardi d’avoir de son être,
Osé débrouiller le Cahos [sic],
Sans un Sage il étoit la victime des sots.“
In diesen lebhaften Zügen siehst Du den Meister
Des Spiels, des Lachens und des Bonmots;
Er war so kühn zu wagen, die Fragen des Seins
Aus dem Chaos zu entschlüsseln
Ohne einen Weisen wäre er das Opfer der Dummen geworden.

Bekanntheit erlangte er vor allem durch sein konsequent mechanistisch-materialistisches Menschenbild, weswegen er als enfant terrible, als „Prügelknabe der französischen Aufklärung“ galt. In Anspielung auf seine monistische Weltanschauung und seine für die damalige Zeit kühne, unverhohlen atheistisch-naturalistische Kampfschrift L’Homme-Machine (Maschine Mensch), 1748, verbreitete sich sein Spitzname Monsieur Machine, den der „médecin-philosophe“, der Arzt und Philosoph, in seinen späteren Werken selbst gerne benutzte.
Wegen seiner polemischen ärztekritischen und seiner „gottlosen“ philosophischen Veröffentlichungen musste er aus Frankreich und anschließend sogar aus den vergleichsweise toleranteren Niederlanden fliehen. Friedrich der Große bot ihm, „dem verfemtesten Autor des Kontinents“, Asyl an und stellte ihn in Sanssouci als seinen Leibarzt und Vorleser ein. Ferner war er Gast an der Tafelrunde in Sanssouci.
Im preußischen Exil publizierte „Monsieur Machine“ 1748 die Schrift, die er persönlich für sein Hauptwerk hielt: Über das Glück oder Das Höchste Gut, „Anti-Seneca“ („Discours sur le bonheur ou Le Souverain Bien, Anti-Sénèque“). Die atheistischen und amoralistischen Thesen, die er im Vorwort dieses Buches vertrat: „Wider die Religion – Negierung der Sünde“ riefen die allgemeine Empörung der angeblich so „freigeistigen, aufgeklärten“ Tafelrunde des Philosophenkönigs Friedrich des Großen hervor. Es kam zur Zensur und La Mettrie fürchtete wieder um sein Leben. Im August 1751 schrieb er im Vorwort zur 3. Auflage des „Discours sur le bonheur“ von seiner Befürchtung, er werde wohl wie einst Sokrates als philosophischer Märtyrer sterben:

« Qui m’assurera qu’un jour la ciguë ne sera pas la récompense de mon courage philosophique? »

„Wer garantiert mir, dass nicht eines Tags der Schierlingsbecher der Lohn meines philosophischen Mutes sein wird?“

Drei Monate später, am 11. November 1751, kam es zu dem „sonderbaren“ Ende des berühmten Arztes de la Mettrie, das der fabulierfreudige Satiriker selbstironisch in einer gleichlautenden fiktiven Autobiographie 1750 angedeutet hatte. Den Philosophen ereilte im Alter von nur 41 Jahren – bei attestiert bester Gesundheit – ein tragikomischer Tod (Pastetentod):

„Die Todesursache wurde nie geklärt. Kolportiert wurde indes gern, der Hedonist sei Opfer seiner Fresslust geworden.“

## Leben

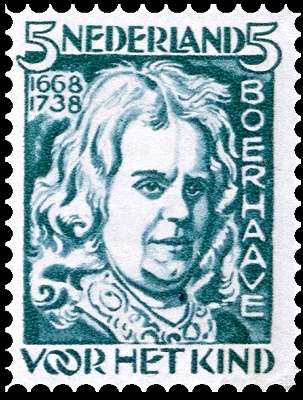
Herman Boerhaave auf einer Sonderbriefmarke der niederländische Post (1928)

1709 wurde Julien Offray de La Mettrie als Sohn eines wohlhabenden Textilkaufmanns im bretonischen St. Malo geboren. Er besuchte eine jansenistisch geführte Schule, studierte von 1725 an Medizin in Paris und promovierte 1733 in Rennes. Er praktizierte zunächst als Landarzt, ging dann ins niederländische Leiden, wo er bei dem damals in Europa führenden Mediziner Herman Boerhaav arbeitete und dessen Schriften aus dem Lateinischen ins Französische übersetzte. 1734 kehrte er nach Saint-Malo zurück und ließ sich dort als Arzt nieder. Er heiratete 1739 und wurde im Jahre 1741 Vater einer Tochter.
1742 ging er nach Paris, wo er als Arzt praktizierte. Er fand neben seiner medizinischen Praxis noch Zeit, um kritische Essays über die fachlichen Defizite und die „Geschäftspraktiken“ der dort etablierten Ärzte zu schreiben.
In den Jahren 1743 bis 1744 nahm La Mettrie in den Diensten von Louis de Gramont, Duc de Gramont, am Österreichischen Erbfolgekrieg teil.
1746 wurden einige seiner provokativen Schriften, darunter „Die Naturgeschichte der Seele“ („L’Histoire naturelle de l’âme“), in der er die Eigenständigkeit und Unsterblichkeit der Seele leugnete, sowie seine Satiren auf die Scharlatanerie und die Unwissenheit der Ärzte per Gerichtsbeschluss verboten und öffentlich verbrannt. Obwohl sie anonym erschienen waren, fühlte sich ihr Autor in Frankreich nicht mehr sicher. La Mettrie floh – ohne seine Familie – aus Frankreich in die tolerantere niederländische Universitätsstadt Leiden. Dort schrieb er das Werk, das ihn berühmt machte: „L’Homme-Machine“ (1748). Dieses „skandalöse“ Traktat brachte ihn jedoch selbst in den liberalen Niederlanden, wo verbotene Bücher für ganz Europa gedruckt wurden, in Gefahr. Er musste erneut fliehen, also auch die Niederlande verlassen.

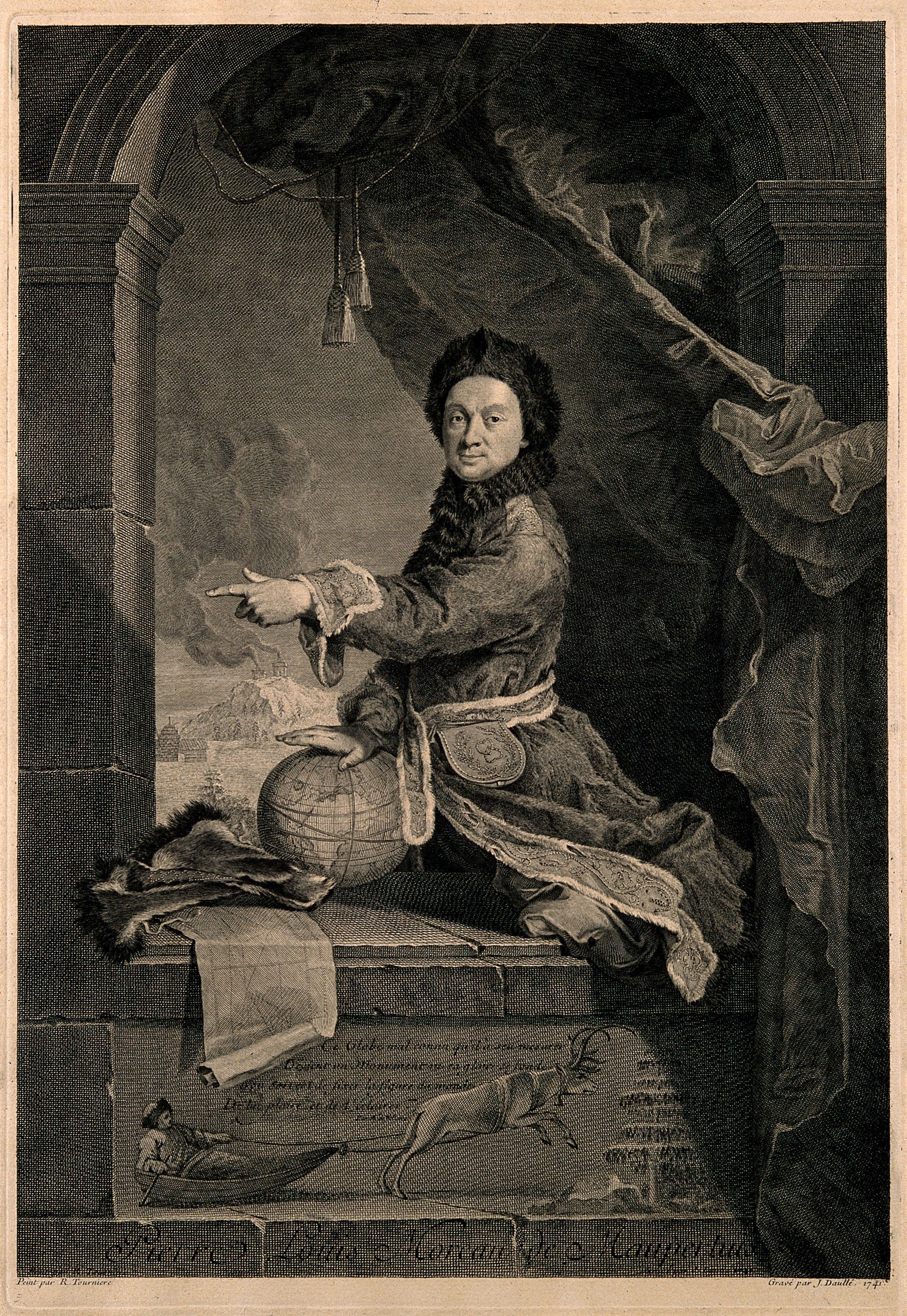
Der Naturforscher Pierre Louis Maupertuis, ebenfalls aus Saint-Malo gebürtig und seit 1746 Präsident der Königlich Preußischen Akademie, erwirkte in Potsdam, beim „Salomon des Nordens“, Asyl für den in Frankreich und den Niederlanden verfolgten La Mettrie, der radikal atheistische Schriften veröffentlicht hatte.

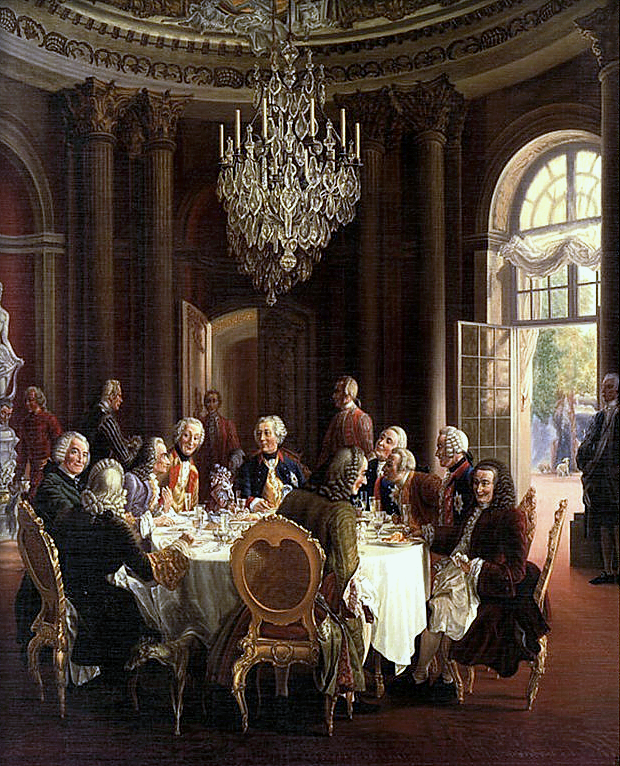
König Friedrich II. Tafelrunde von Sans-souci. „Imaginiertes“ Ölgemälde Adolph von Menzels, 1850: Friedrich II. (hinten in der Mitte) mit Voltaire (zweiter links vom König), der der über den Tisch hinweg mit Francesco Algarotti (auf dem zweiten Stuhl rechts vom König) debattiert, und La Mettrie (ganz vorne rechts). Handelt es sich bei der Speise, die man auf La Mettries Teller sieht, um eine Anspielung auf seinen angeblichen Hang zur Völlerei, um die verhängnisvolle „getrüffelte Fasanen-Pastete“, nach deren Verzehr dieser «Philosophe des Lumières» im Alter von 41 Jahren gestorben sei?

1748 erhielt er durch Vermittlung seines Maloenser Landsmannes Maupertuis, seit 1746 Präsident der Königlich Preußischen Akademie, die Einladung Friedrichs II. in dessen Potsdamer Residenz Sanssouci. Er wurde dort Leibarzt und Vorleser des Königs sowie Mitglied der Preußischen Akademie der Wissenschaften und sollte völlig frei publizieren können. Bald wurde ihm jedoch eine subtile Form der Zensur auferlegt. Als er in seinem „Discours sur le bonheur“ (1748), auch als „Anti-Sénèque“ bekannt, das System Epikurs pries und vor überflüssigen Gewissensbissen warnte, konnte er diese „skandalöse“ Schrift, die er selbst für sein Hauptwerk hielt, im Jahre 1750 nur drucken lassen, indem er sie als Einleitung zu einer Übersetzung von Senecas De vita beata tarnte. Die Folge war eine nachhaltige Verstimmung bei Hofe, allerdings – da man Toleranz hochhielt – ohne direkte Sanktionen für La Mettrie.

„Um den renitenten ‚Schützling‘ – unter Wahrung des freigeistigen Gesichts – endgültig zu disziplinieren, veranlasste man ihn daraufhin, sein philosophisches Testament zu machen. Der erst seit fünf Jahren schreibende und gerade vierzig Jahre alte La Mettrie bereitete also die Ausgabe seiner „Œuvres philosophiques“ vor, für die ein einziger Band ausreichte. Die aufzunehmenden Schriften waren „L’Homme-Machine“, „Histoire naturelle de l’Âme“, „L’homme-plante“, „Les Animaux plus que machines“, „Réflexions philosophiques sur l’origine des animaux“. Nicht aufgenommen werden durften die Schrift „La Volupté“ … und natürlich der „Anti-Sénèque“, den er gar als sein philosophisches Hauptwerk betrachtete.“

Der renitente Bretone verfasste aber noch zwei Ergänzungen zu seiner Œuvres-philosophiques-Ausgabe: zum einen eine Einleitung („Discours préliminaire aux Œuvres philosophiques“), „die in Wirklichkeit eine selbständige Abhandlung ist“, und zum anderen erweiterte er seine « Réflexions philosophiques sur l’origine des animaux » – unter dem neuen Titel « Système d’Épicure » – von 41 auf 93 Paragraphen.
1750 erschienen die „Œuvres philosophiques“, kurz vor dem Tod des verruchten Autors. Mehrere postume Ausgaben folgten in kurzen Abständen.
1752 unternahm der Preußenkönig zum allgemeinen Erstaunen nach La Mettries frühem Pastetentod (1751) den Versuch, den wegen seiner Pamphlete und Satiren von der Ärzte- und Philosophenwelt geschmähten hedonistischen und sensualistischen Radikalaufklärer, „der seiner Zeit weit voraus war“, zu rehabilitieren. Dazu verfasste Friedrich II. 1752 eigenhändig eine Laudatio, die berühmte „Éloge de La Mettrie“. In seiner Lobesrede betont Friedrich der Große La Mettries fröhliches Naturell und seinen epikureischen Lebensstil. Als Verdienste La Mettries hebt Friedrich II. hervor, dass der Arzt-Philosoph „mutig die leuchtende Fackel der Empirie in das Dunkel der Metaphysik getragen“ habe („Il porta hardiment le flambeau de l’expérience dans les ténèbres de la métaphysique“) und dass er als „philosophe des Lumières“, also als Aufklärer, die These vertreten habe, dass Denken eine Organfunktion des Körpers, dass Geistiges eine Funktion der Materie sei: „Que la faculté de penser n’étoit qu’une suite de l’organisation de la machine … ; et il ne trouva que de la mécanique où d’autres avoient supposé une essence supérieur à la matière.“
Voltaire, der zu dieser Zeit wieder am Hofe Friedrichs weilte, berichtet:

„Damals lebte ein Arzt namens La Mettrie in Berlin, der freimütigste Atheist aller medizinischen Fakultäten Europas, sonst ein heiterer, witziger, unbekümmerter Mann, in der Theorie so beschlagen wie nur sonst einer seiner Kollegen und in der Praxis unbestreitbar der schlechteste Arzt auf Erden. Gottlob praktizierte er nicht. Er hatte sich über die ganze Pariser Fakultät lustig gemacht und gegen die Ärzte viel Anzügliches geschrieben, das sie ihm nicht verziehen. Sie hatten einen Haftbefehl gegen ihn erwirkt. La Mettrie hatte sich also nach Berlin zurückgezogen, wo seine Ausgelassenheit amüsierte; im übrigen schrieb und druckte er alle nur erdenklichen Frechheiten über die Moral. Seine Bücher gefielen dem König, der ihn – nicht zu seinem Arzt, aber zu seinem Vorleser machte. La Mettrie sagte dem König alles, was ihm durch den Kopf schoß; eines Tages erzählte er ihm nach dem Vorlesen, wie sehr man auf die Gunst, die ich genoß, und meine Stellung neidisch sei. Lassen Sie nur, sagte der König zu ihm, man preßt die Orange aus und wirft sie weg, wenn man den Saft getrunken hat. La Mettrie verfehlte nicht, mir dieses schöne Apophthegma zu hinterbringen, das eines Dionys von Syrakus würdig gewesen wäre.“

## Tragikomischer „Pastetentod“

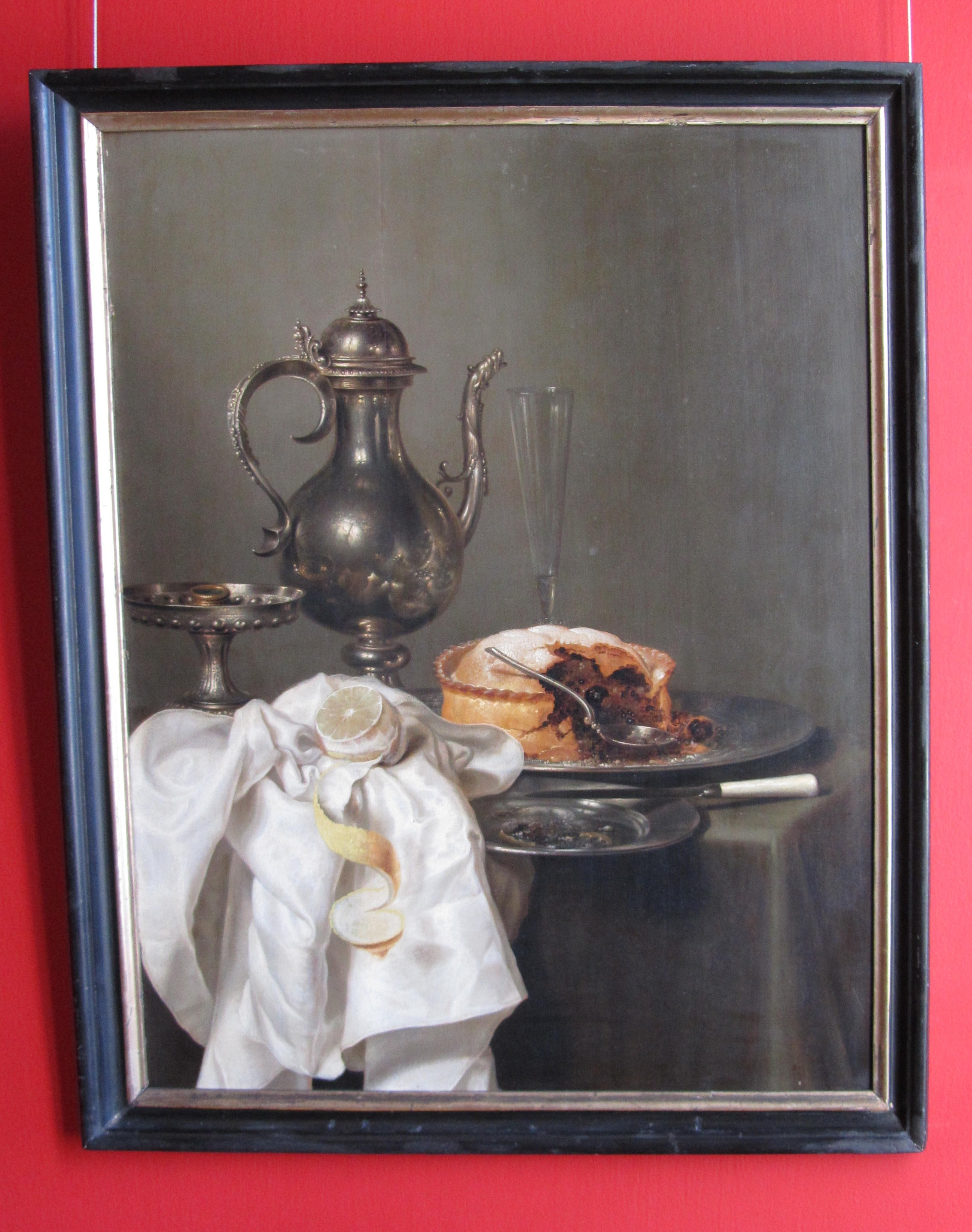
Silberkanne mit PasteteStillleben von Willem Claeszoon Heda

1750 ließ La Mettrie seine letzte Schrift L’Art de jouir ein Manifest des Epikureismus, auf Französisch und auf Deutsch „Die Kunst, die Wollust zu empfinden“ allen Verboten zum Trotz in Berlin veröffentlichen.
„Monsieur Machine“ verstarb kurz darauf, im November 1751, im Alter von nur 41 Jahren unter ungeklärten Umständen. Ironischerweise gilt als registriertes Todesdatum der 11.11., der Beginn des Karnevals. La Mettrie starb „gerade an jenem Tag, an dem die Narren Auslauf haben – ein Treppenwitz der Geschichte, wollte man das glauben.“
Der Legende nach verstarb der „Prügeljunge des Materialismus“, der allerseits angefeindete und gehasste Herr Maschine im Alter von 41 Jahren bei attestiert bester Gesundheit an einem „gastronomischen Unfall“, nach dem Verzehr einer übergroßen, getrüffelten Fasanen-Pastete, die er:

„in der Absicht, seine Genussfähigkeit zur Schau zu stellen, zu sich genommen haben soll. Die Geschichte ist vermutlich erfunden, passt aber natürlich bestens zu dem überaus negativen und gehässigen Bild, das man sich von dem radikalen Materialisten und Atheisten La Mettrie in bigotten höfischen und bürgerlichen Kreisen gemacht hatte.“

Allerdings greift auch Voltaire in seinen Memoires die Geschichte mit der Pastete auf, wonach La Mettrie gestorben sei wie er gelebt habe: „Das freut mich sehr, sagte der König zu uns, für den Frieden seiner Seele; wir brachen in Lachen aus, und er desgleichen.“ Voltaire fährt fort: „Man behauptete, er habe gebeichtet, ehe er starb; der König war entrüstet; er unterrichtete sich genau, ob das wahr sei; man versicherte ihm, es sei eine abscheuliche Verleumdung und La Mettrie sei gestorben, wie er gelebt habe: Gott und die Ärzte verleugnend. Seine Majestät war befriedigt, verfasste auf der Stelle seine Leichenrede, ließ sie bei der öffentlichen Akademie-Versammlung in seinem Namen von Darget, seinem Sekretär, verlesen und setzte einem Freudenmädchen, das La Mettrie aus Paris mitgebracht hatte, als er seine Frau und seine Kinder verließ, eine Pension von 600 Livres aus.“
Nicht zuletzt aufgrund von Andeutungen, die der Ironiker und Spötter La Mettrie an mehreren Stellen gemacht hat, kam immer wieder der Verdacht auf, der Provokateur sei vergiftet worden:

« Qui m’assurera qu’un jour la ciguë ne sera pas la récompense de mon courage philosophique ? »

„Wer garantiert mir, dass nicht eines Tags der Schierlingsbecher der Lohn meines philosophischen Mutes sein werde?“

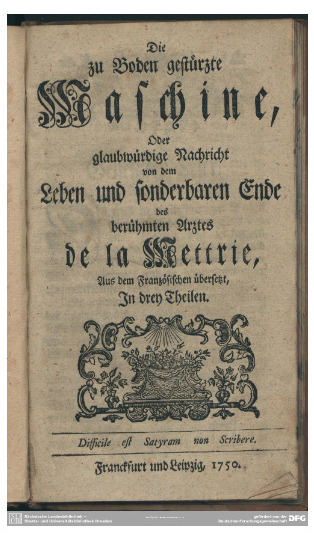
La Mettrie, 1750: Die zu Boden gestürzte Maschine. Oder glaubwürdige Nachricht von dem Leben und sonderbaren Ende des berühmten Arztes de La Mettrie

Und der Titel seiner selbstironischen Satire, die 1750 in deutscher Übersetzung in Leipzig und Franckfurt erschienen ist, spricht ebenfalls Bände: Die zu Boden gestürzte Maschine. Oder glaubwürdige Nachricht von dem Leben und sonderbaren Ende des berühmten Arztes de La Mettrie.
Der Philosophenkönig Friedrich der Große schreibt indes in seiner Eloge folgendes:

„Herr La Mettrie starb im Hause des Milord Tirconnel, des französischen Bevollmächtigten, dem er das Leben wiedergegeben hatte. Es scheint, dass die Krankheit, wohl wissend mit wem sie es zu tun hatte, die Geschicklichkeit besaß, ihn zuerst beim Gehirn anzupacken, um ihn desto sicherer umzubringen. Er zog sich ein hitziges Fieber mit heftigem Delirium zu. Der Kranke war gezwungen, zu der Wissenschaft seiner Collegen seine Zuflucht zu nehmen, und er fand darin nicht die Hülfe, welche er so oft, sowohl für sich als für das Publicum, in seinen eigenen Kenntnissen gefunden hatte.“

In einem vertraulichen Brief vom 21. November 1751 an seine Schwester, die Markgräfin von Bayreuth, berichtet der Preußenkönig über den Verzehr einer Fasanenpastete und einen Aderlass, den der Arzt La Mettrie sich selbst verordnet habe:

„Hier wird erwähnt, dass sich Lamettrie durch Verzehren einer Fasanpastete eine Indigestion zugezogen habe. Als eigentliche Todesursache scheint jedoch der König einen Aderlass zu betrachten, den Lamettrie sich selbst verordnete, um den deutschen Ärzten, mit denen er in diesem Punkt im Streite lag, die Zweckmäßigkeit des Aderlasses in diesem Falle zu beweisen.“

Was nun die wahre Todesursache war, wird freilich nicht mehr geklärt werden können.

## Philosophische Werke (Auswahl)

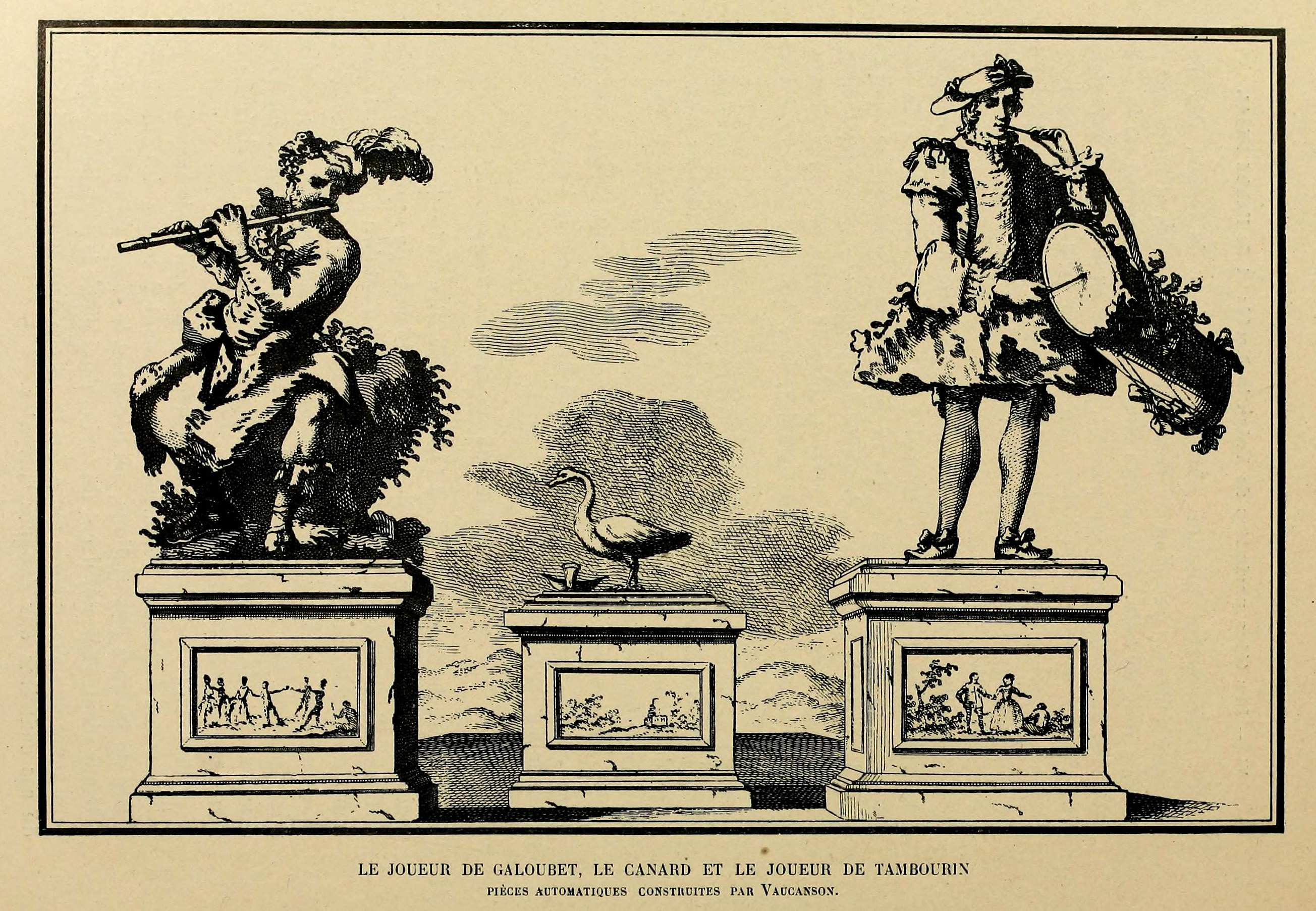
Automaten des berühmten zeitgenössischen Konstrukteurs Jacques de Vaucansons: Mechanischer Flötenspieler, 1737, mechanische Ente und mechanischer Trommler. „Vaucansons Traum war es, einen künstlichen (Maschinen-)Menschen zu schaffen“.

La Mettrie war seiner Zeit weit voraus
La Mettrie, das Enfant terrible der französischen Aufklärung, war seiner Zeit weit voraus. Unter anderem wird er als Vorläufer Darwins apostrophiert und zwar aufgrund seines evolutionären Konzepts der Selbstorganisation der Materie und des Lebens.

„Julien Offray de La Mettrie war der erste der Aufklärer, der so weit ging, zu behaupten, die Materie organisiere alles aus sich selbst heraus, Anorganisches wie Organisches, der Mensch sei nichts weiter als eine kompliziertere Maschine, es gebe keine Grenze zwischen tot und lebendig, keinen Gott, kein Leben nach dem Tod, keine natürliche Moral, und vor allem sei es Unsinn, wegen irgendwelcher Handlungen ein schlechtes Gewissen zu haben. Die Gelehrtenwelt war außer sich.“

Man sieht in Monsieur Machine auch einen Vorläufer Freuds, weil er in seiner Theorie der Schuldgefühle bereits unheilvolle Konsequenzen der Enkulturation, der Über-Ich-Bildung, erkannt hatte.
In ihrem Festvortrag Herr Maschine im Jenseits von Gut und Böse in der BBAW (2001) sieht die Philosophin Ursula Pia Jauch im Querdenker La Mettrie gar einen Vorläufer Nietzsches. Einige Textstellen verbänden das Werk des „Hofatheisten“ La Mettrie mit den „nietzscheanischen Träumen“ einer vorurteilsfreien „Philosophie der Zukunft“. Zum einen gehe es um das neue, bewegliche und freie Denken, das sich mit der Tradition zwar beschäftigt, sich ihren Dogmatismen aber nicht unterwirft. Zum anderen seien nach La Mettrie Gut und Böse Kategorien, die nicht von Natur aus existieren, sondern nur aufgrund von gesellschaftlichen Konventionen, eine These, die Nietzsche in seinem Aufsatz Über Wahrheit und Lüge im außermoralischen Sinne 1896 ebenfalls vertreten wird.

„Zugegeben – es scheint ein weiter Weg zu sein vom Sils-Maria des Jahres 1885 zurück ins Potsdam des Novembers 1751, wo der berüchtigte Skeptiker, Spötter und Antidogmatiker Julien Offray de La Mettrie eben seinen Pastetentod gestorben ist. ‚Jenseits von Gut und Böse‘ – Was ist das bleibend Aufregende, was ist die Provokation dieses Buches? Ganz einfach: Nietzsche, der solitäre Denker, rechnet darin in scharfen Tönen und ohne Anbiederung an den vermeintlich Hohen Geist der Tradition ab mit dem selbstgerechten Dogmatismus aller bisherigen Philosophie.“

Den naturwissenschaftlichen und gesellschaftspolitischen Fortschrittsoptimismus seiner aufklärerischen Zeitgenossen teilte der Dissident der Aufklärung ebenfalls nicht:

„Das Ringen um ‚Erfahrung, Aufklärung und Vernunft‘ sei aufs Ganze gesehen ohnehin aussichtslos.Schließlich unterliege der Mensch als Maschine ‚einem absoluten Determinismus‘. La Mettrie will damit natürlich nicht Mord und Totschlag rechtfertigen, akzeptiert jedoch die Existenz des Bösen, ‚weil ich seinen Ursprung in der Organisation selbst sehe, die nicht in jedem Fall zu bändigen ist. Pferde sind nicht die einzigen Tiere, die manchmal durchgehen‘.“

Dem pädagogischen Fortschrittsoptimismus des Projektes der Aufklärung stand er skeptisch gegenüber. Auch deshalb wurde er von den anderen „philosophes des Lumières“ sehr angefeindet:

„Sein offenes Wissenschafts- und Weltverständnis stellt sich quer zu allen Wissenschaftskonzepten seiner Zeit und rückt in die Nähe jener Kritik, die heute von postmodernen, poststrukturalistischen und feministischen KritkerInnen an den Naturwissenschaften formuliert werden. Stilistisch schlägt sich diese Haltung in der Ironie nieder. Ausgehend von der Prämisse, dass La Mettries philosophische Texte ironisch und wissenschaftskritisch zu lesen sind, dass sie immer auch das Gegenteil oder auch das je Andere der Aussage zulassen, erscheint sein Materialismus in einem neuen Licht. Er erweist sich als These und nicht als Systemprogramm.“

Bei diesem bretonischen Meisterdenker findet man schon Anklänge an Karl Poppers Kritischen Rationalismus, so die These von der Vorläufigkeit aller Erkenntnis. Seine Philosophie ist reflexive Kritik, die sich in alle Fragen einmischt und die gegen jede Form von Dogmatik kämpft.

„Materie existiert nur in Bewegung und in bestimmten Formen. Das Prinzip der Bewegung und Empfindung trage sie in sich selbst. Die Annahme eines Gottes als die Welt bewegendes Prinzip ist damit verzichtbar. Wie andere Funktionen ist das Denken eine natürliche Funktion der Materie. Dabei geht es La Mettrie vor allem um eine Kritik an bestehenden Systemen und nicht darum, ein neues System zu errichten. La Mettries Skepsis zielt gegen jeden umfassenden Wahrheitsanspruch. Seine Metaphysikkritik richtet sich gegen die Theologie ebenso wie gegen den Glauben an eine aufklärerische Vernunft, sofern er sektiererische Züge annimmt. Damit erteilt La Mettrie jedem Fanatismus, auch dem säkularen der Aufklärung, eine klare Absage. Erfahrung und Beobachtung führen ihm zufolge nicht zu Wahrheiten, wie sie sämtliche philosophischen Systeme versprechen, sondern zu Wahrscheinlichkeiten. Jedes Wissen, das wir erlangen können, ist vorläufig.“

Histoire naturelle de l’Âme (Naturgeschichte der Seele), 1745
La Mettries Thesen über die Seele als einer „Chimäre“, einem „sinnlosen Begriff“, und über den Menschen als eine „seelenlose Maschine“ bilden das absolute Gegenmodell zu den theologischen Vorstellungen über die Natur als göttliche Schöpfung und über den beseelten menschlichen Organismus. Der gottlose Autor setzt diesem christlichen Natur- und Menschenbild anti-metaphysische, mechanistische, monistische Vorstellungen der Natur als einem Uhrwerk, das sich selbst aufzieht, entgegen. La Mettrie lässt nur empirische Beobachtungen gelten:

„So wie Descartes die Tiere als Maschinen bezeichnet hatte, so beschreibt La Mettrie nun den Menschen als eine ‚vortrefflich eingerichtete Maschine‘ und vergleicht den menschlichen Körper mit einer Uhr.“

Wie Preußenkönig Friedrich II. berichtet, verfasste La Mettrie 1745 sein erstes philosophisch-materialistisches Werk Histoire de l’Âme (Naturgeschichte der Seele) unter dem Eindruck eines Schlüsselerlebnisses:

„Während des Freiburger Feldzugs wurde Monsieur de La Mettrie von einem heftigen Fieber befallen; für den Philosophen ist Krankheit eine Körperschule; er glaubte zu erkennen, dass das Denkvermögen nichts anderes sei als eine Folge der Organisation der Maschine und dass eine Störung der Triebfedern erheblichen Einfluss auf jenen Teil von uns ausübt, den die Metaphysiker Seele nennen. Während seiner Genesung von diesen Ideen durchdrungen, trug er beherzt die Flamme der Erfahrung in die Finsternis der Metaphysik; mit Hilfe der Anatomie versuchte er, das feine Gewebe des Verstandes zu erklären, und fand dort, wo andere ein der Materie überlegenes höheres Wesen vermutet hatten, nur Mechanik.“

In diesem „häretischen“ Buch deutete der skandalöse Arzt und philosophe alles Geistige als bloße Funktion des Gehirns und bestritt die Unsterblichkeit der Seele, wie es schon das Motto auf dem Titelblatt, ein Zitat aus Lukrezens De rerum natura (Drittes Buch, Vers 462), verkündet:

“Participem lethi quoque convenit esse.”

„Darum stimmt es, dass auch sie [die Seele] teilhat am Tode.“

Er widmete die Naturgeschichte der Seele dem einflussreichen Naturforscher und baldigen Präsidenten der Königlich Preußischen Akademie Maupertuis, der wie La Mettrie aus Saint-Malo stammte und der nur wenige Jahre später bei dem Preußenkönig Friedrich II. Asyl für den von der Zensur Verfolgten erwirken sollte.
L’Homme-Machine (Maschine Mensch), 1748

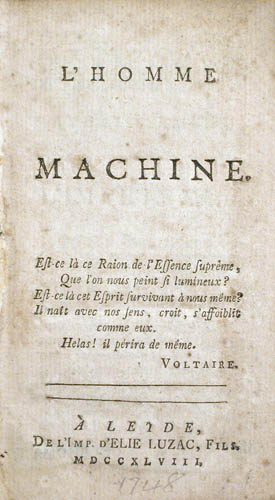
Titelseite der berühmten Schrift „L’Homme-Machine“, Leyden 1748, mit vorangestelltem Vers-Motto.

La Mettrie ist insbesondere durch seine Schrift mit dem eingängigen Titel L’Homme-Machine (1748; dt.: Maschine Mensch) in die Geschichte der Philosophie eingegangen:

« CONCLUONS donc hardiment que l’Homme est une machine; & qu’il n’y a dans tout l’Univers qu’une seule substance diversement modifié. »

„Ziehen wir also kühn den Schluss, dass der Mensch eine Maschine ist und dass es im ganzen Weltall nur eine Substanz gibt, die freilich verschieden modifiziert ist.“

Dieses blasphemische Buch beginnt mit dem aufklärerischen Postulat „wage selber zu denken und habe den Mut, das als wahr erkannte auch zu verkünden“, das Kants späteren Wahlspruch der Aufklärung aus dem Jahre 1784 quasi vorwegnimmt:

« Il ne suffit pas à un Sage d’étudier la Nature & la Vérité ; il doit oser la dire en faveur du petit nombre de ceux qui veulent & peuvent penser ; car pour les autres, qui sont volontairement Esclaves des Préjugés, il ne leur est pas plus possible d’atteindre la Vérité, qu’aux Grénouilles de voler. »

„Es genügt nicht, dass ein Weiser die Natur und die Wahrheit erforscht; er muss auch den Mut haben, sie zu sagen, zugunsten der kleinen Zahl derer, die denken wollen und können; denn den anderen, die willentlich Sklaven der Vorurteile sind, ist es ebenso unmöglich, zur Wahrheit zu gelangen, wie den Fröschen zu fliegen.“

Monsieur Machine hat den Mut, in diesem Buch den Menschen als eine sich selbst steuernde biologische Maschine zu beschreiben und den Dualismus von Leib und Seele, sowie die Willensfreiheit zu leugnen. Er stellt Mensch und Tier auf eine Stufe. Ausgehend von René Descartes entwickelte La Mettrie einen streng erfahrungsorientierten Materialismus, der jegliche metaphysische Vorannahmen oder Schlussfolgerungen verneint. So bestimmt er die Seele – einen zentralen Streitgegenstand der Frühaufklärung – als Resultat komplexer Körperfunktionen. Damit wich La Mettrie radikal von Descartes ab, der einen Dualismus von Geist und Materie angenommen hatte. Er war also materialistischer Monist und somit auch konsequenter Atheist, aber anders als manche seiner aufklärerischen Zeitgenossen kein gemäßigter, sondern ein rigoroser Vertreter der Radikalaufklärung.
Im Gegensatz zu fast allen prominenten Aufklärern seiner Zeit, die die Gleichwertigkeit ihrer Morallehre mit der christlichen beteuerten, verkündete La Mettrie offensiv, freilich mit den Worten eines fingierten „abscheulichen“ Menschen:

« Cependant l’Univers ne sera jamais heureux, à moins qu’il ne soit Athée. »

„Die Welt wird nur dann glücklich sein, wenn sie atheistisch ist.“

Hatte sich La Mettrie schon zuvor durch einige heftige Polemiken gegen die französischen Ärzte – die seiner Meinung nach den medizinischen Fortschritt ignorierten, solange ihre Geschäfte gut liefen – viele mächtige Feinde geschaffen, so kamen jetzt weitere hinzu, nämlich jene Aufklärer, die eigentlich seine Verbündeten gegen die klerikalen und politischen Mächte des Ancien Régime hätten sein können. Voltaire, Diderot, Holbach, auch Rousseau u. a. stellten sich gegen ihn, indem sie ihn erst über Jahrzehnte hinweg totschwiegen und dann „als einen in seinen Sitten und Anschauungen verdorbenen Menschen“ aus der Gemeinschaft der „philosophes“ ausschlossen. Voltaire nannte den am Hofe des aufgeklärten Herrschers Friedrich II. lebenden La Mettrie auch spöttisch den „Hofatheisten“. Es gibt keine argumentative Auseinandersetzung der aufklärerischen „philosophes“ mit jenen Gedanken La Mettries, die sie so verächtlich fanden.
„Discours sur le bonheur ou Le Souverain Bien, Anti-Sénèque“ (Über das Glück oder Das Höchste Gut, „Anti-Seneca“), 1748
Aus Andeutungen in zeitgenössischen Briefen geht jedoch hervor, dass La Mettries „Lehre von der Entstehung der Gewissensbisse“ („théorie des remords“) der unverzeihliche Stein des Anstoßes war. Diese Lehre von der Entstehung der Schuldgefühle entwickelte er in seinem „Discours sur le bonheur ou Le Souverain Bien, Anti-Sénèque“ (Über das Glück oder Das Höchste Gut, „Anti-Seneca“), den er selbst für sein Hauptwerk hielt und den er 1748 im preußischen Exil veröffentlichte. Bei dieser Theorie, die La Mettrie als seine einzige originäre philosophische Leistung betrachtete, handelt es sich, wie erst in der jüngeren Rezeption deutlich wurde, um eine Vorwegnahme der freudianischen Über-Ich-Bildung und der dabei auftretenden Schädigungen der Persönlichkeit.
Die Ursachen der Gewissensbisse sieht La Mettrie in der frühkindlichen Enkulturation angelegt. In ihr liege die Wurzel der Glücksunfähigkeit und der Aufklärungsresistenz:

„Die weitgehend ‚unbewusst und ungeprüft‘ erfolgende Weitergabe von Wert- und Charakterhaltungen – also die Errichtung eines Über-Ichs, welche das werdende Ich als innere Instanz ‚über sich‘ bereits vorfindet, wenn es sich zu entfalten beginnt, bezeichnet La Mettrie als ‚unheilvollste Mitgift‘, als ‚Unkraut im Kornfeld des Lebens‘, als ‚grausames Gift‘, das dem Menschen ‚das Leben vergällt‘. Weil es in aller Regel ihm die Fähigkeit zu authentischem Glückserleben beeinträchtigt und ihm den Weg versperrt, die ‚Kunst, Wollust zu empfinden‘ auszubilden.“

Der Radikalaufklärer bringt seine Kernideen in einer griffigen Formel auf den Punkt und propagiert die Abschaffung von Schuldgefühlen, damit nichts mehr dem Glücklichsein entgegenstünde.

« L’homme porte ainsi en lui-même le plus grand des ennemis. … Ne soyons plus en guerre avec nous. Enfin détruisons les remords ; que les sots soient les seuls qui en aient : qu’il n’y ait plus d’ivraie mêlée au bon grain de la vie, et que ce cruel poison soit enfin chassé pour jamais. »

„Der Mensch trägt also größten Feind in sich selbst. … Führen wir nicht länger Krieg gegen uns selbst. Befreien wir uns endlich von den Schuldgefühlen; auf dass die Dummen die einzigen sind, die sie noch haben: auf dass kein Unkraut mehr sei im Kornfeld des Lebens, auf dass dieses grausame Gift endlich für immer verbannt sei.“

Um zu einem glücklichen Leben zu gelangen, erteilt der Jünger Epikurs seinen Lesern folgende Ratschläge:

« Et toi-même, voluptueux, puisque sans plaisirs vifs, tu ne peux parvenir à la vie heureuse, laisse là ton âme et Sénèque; chansons pour toi, que toutes les vertus stoïques ! Ne songe qu’à ton corps. Prends donc le bon temps, quand, et partout où il vient: jouis du présent, oublie le passé, et ne crains point l’avenir … Que la pollution et la jouissance, lubrique rivales, se succèdent tout à tour, et te faisant nuit et jour fondre de plaisir, rendent ton âme aussi lascive, s’il se peut, et, pour ainsi dire, aussi gluante que ton corps … Bois, mange, dors, ronfle, rêve. »

„Erst recht aber Du, dem die Lust über alles geht, Du solltest Dich nicht um Deine Seele und den Seneca sorgen, denn Du kannst ohne intensive Freuden überhaupt nicht zum glücklichen Leben gelangen. All die stoischen Tugenden sind leere Worte für Dich. Es reicht, wenn Du an Deinen Körper denkst…. Ergreife also das Glück, wann und wo immer es sich anbietet! Genieße die Gegenwart, vergiss die Vergangenheit und fürchte die Zukunft nicht! … Mögen die Orgasmen, die Dich bei Nacht und bei Tag in höchster Lust zerschmelzen lassen, auf Deine Seele die gleiche wohltuende Wirkung haben wie auf Deinen Leib … Trink, iss, schlafe schnarche, träume!“

L’Art de jouir (Die Kunst, Wollust zu empfinden), 1750
Die Fragestellung in diesem lyrischen Prosatext lautet: Worin beruht die Unfähigkeit der meisten Menschen, genuine Wollust und authentisches Glück zu empfinden?

„Der Mensch wird glücksfähig geboren, doch überall lebt er im Unglück; wie ist es dazu gekommen? La Mettries Einsichten kann man zu Recht tiefenpsychologisch nennen: zum Unbewussten, zum Sexuellen, zur Gewissens- bzw. und Über-Ich-Bildung. Ihretwegen ist La Mettrie gelegentlich als Vorläufer Freuds ausgezeichnet worden.“

## Rezeptionsgeschichte
Bernd A. Laska unterscheidet in seinem Essay La Mettrie – ein gewollt unbekannter Bekannter. Zur Thematik ‚Aufgeklärter Hedonismus‘ und ‚Zweite Aufklärung‘ vier literaturgeschichtliche Phasen in den Reaktionen auf La Mettries Werke:
1) 1745–1748 Er genießt in aufklärerischen Kreisen hohes Ansehen.

2) Ab 1749 Er verliert aufgrund seines Discours sur le bonheur sein Ansehen, insbesondere bei seinen Kollegen, den Aufklärern, die ihn wegen dieser Schrift zur „Unperson“ machen. Ende des 18. Jahrhunderts ist er weitgehend vergessen.

3) Im letzten Drittel des 19. Jahrhunderts wird er wiederentdeckt. Friedrich Albert Lange, Verfasser einer umfangreichen Geschichte des Materialismus (1866 und 1873/75<), war der erste renommierte Autor, der La Mettrie, „einen der geschmähtesten Namen der Literaturgeschichte“, mehr als ein Jahrhundert nach seinem Tod zu rehabilitieren versuchte. Er widmete dort La Mettrie ein 33-seitiges Kapitel. In den Schriften der Aufklärungsphilosophen stellte er verbreitetes stillschweigendes Plagiieren fest, das manche Autoren auch La Mettrie vorwarfen:

„In Schlossers Weltgeschichte kann man lesen, La Mettrie sei ein sehr unwissender Mensch gewesen, welcher die Keckheit hatte, fremde Erfindungen und Wahrnehmungen für die seinigen auszugeben. Wenn nur nicht in allen Fällen, wo wir eine auffallende Ähnlichkeit der Gedanken bei La Mettrie und einem berühmteren Zeitgenossen finden, der erstere die unbestreitbare Priorität für sich hätte!“

Langes Buch ist es zu verdanken, dass La Mettrie nun ernsthaft diskutiert wurde und dass sein L’Homme-Machine 1875 erstmals in deutscher Übersetzung erschien. Dessen eingängiger Titel sorgte einerseits für eine gewisse Popularität des Autors und mehrere Neuauflagen dieses Buches, andererseits aber auch, wegen Missachtung seiner sonstigen Schriften, für die oberflächliche Klassifizierung La Mettries als Vertreter eines kruden philosophischen Standpunkts, des „mechani(sti)schen Materialismus“.
4) Diese Klassifizierung hat sich über die Jahrzehnte hinweg stabilisiert und ist noch heute weit verbreitet, obwohl seit 1981 mit dem Erscheinen von Panajotis Kondylis großen Aufklärungsbuch eine differenziertere Sicht auf La Mettrie vorliegt. Seine Zusammenführung von La Mettrie mit dem Marquis de Sade im VII. Kapitel: Formen des Nihilismus in der Aufklärung / „Die Konsequenten der Aufklärung“ bleibt allerdings umstritten. Kondylis’ Studie gab auch den Anstoß für eine vierbändige deutsche Werkausgabe La Mettries (1985ff), die außer einer Neuübersetzung des bekannten « L’Homme-Machine » erstmals auch jene Schriften enthält, die La Mettrie selbst für seine wichtigeren hielt.
Der atheistisch-hedonistische französische Philosoph und Epikuräer Michel Onfray veröffentlichte 1991 unter dem Titel L’Art de jouir sechs Essays in Anspielung auf die gleichnamige Schrift La Mettries aus dem Jahre 1751. Einleitend drückt er seine Bewunderung für diesen angefeindeten Libertin des 18. Jahrhunderts aus:

« J’aime La Mettrie pour son cynisme, son insolence, et son ironie. Pour le matérialisme hédoniste qu’il développe … J’aime le pamphlétaire condamné par ses pairs médecins … J’aime le penseur qui fait dans ses textes l’éloge de la volupté … [J’aime] le philosophe dont Voltaire dira: ‘Il proscrit la vertu et les remords et fait l’éloge de la volupté.’ »

„Ich mag La Mettrie wegen seines Zynismus, wegen seiner Unverschämtheit und seiner Ironie. Wegen des hedonistischen Materialismus, den er entwickelt … Ich mag diesen von seinen Arztkollegen verurteilten Pamphletisten … [Ich mag] diesen Philosophen, von dem Voltaire sagen wird: ‘Er missbilligt die Tugend und die Schuldgefühle und rühmt die Wollust’.“

Eine weitere Folge waren einige umfangreiche Monographien (Sutter, Christensen, Jauch; s. u.) sowie die literarische Verarbeitung zentraler Ideen La Mettries durch Martin Walser in seinem Roman Der Augenblick der Liebe.
Im Epilog seiner Romanbiographie Herr Maschine oder vom wunderlichen Leben und Sterben des Julien Offray de La Mettrie fragt Bernd Schuchter: „Was bleibt von Herrn Machine? “und resümiert:

„La Mettrie bleibt ein Rätsel, denn er ist ein Solitär, der im Denken weder einen direkten Vorfahren noch einen Nachfolger kennt. Sein Konzept des vorläufigen Denkens ist mittlerweile Common Sense, das Beharren seiner Feinde auf einer geoffenbarten, längst feststehenden Wahrheit obsolet.“

Im Rousseau-Jahr 2012 legte der deutsche Herausgeber und Übersetzer La Mettries, Bernd A. Laska, eine Studie vor, in der er argumentiert, „dass Jean-Jacques Rousseaus berühmte « illumination » (Erleuchtung) vom Oktober 1749 – die Geburt des Philosophen Rousseau – weder einem unerklärlichen Zufall zuzuschreiben ist noch eine von Rousseau nachträglich erfundene Phantasie war, sondern aller Wahrscheinlichkeit nach von einem kurz zuvor erschienenen Buch ausgelöst wurde, dem « Discours sur le bonheur ou Anti-Sénèque » (Diskurs über das Glück oder Anti-Seneca) von Julien Offray de La Mettrie.“
Das Ziel des LSR-Projektes sei es, zu einer konstruktiven „Aufklärung über die Aufklärung“ zu gelangen.

## Marquis de Sade – Meisterschüler La Mettries?
In der einschlägigen Fachliteratur wird kontrovers diskutiert, ob La Mettrie, das gottlose enfant terrible der Aufklärung, dem amoralistischen enfant maudit des 18. Jahrhunderts, dem Marquis de Sade, als Meisterlehrer gedient habe oder ob La Mettrie stattdessen als „Gegenspieler Sades“ zu interpretieren sei:

„[La Mettries] Philosophie entlarvt Tugend und Laster als relative Werte, was ihre Orientierung an der Wahrheit prinzipiell von den pragmatischen Zielen der Religion und der Politik trennt. Der theoretische Amoralismus verweist schließlich auf das Prinzip der Empfindung, aus dem La Mettrie das Idealbild des ‚Wollüstigen‘ ableitet. Dieser steht dem ‚Wüstling‘ gegenüber, dessen Charakterstruktur durch die Einwirkung der Moral chronisch geschädigt wurde, wodurch sekundäre Bedürfnisse entstehen. Im Sinne La Mettries ist Sades Wollüstiger ein Wüstling.“

Der Philosoph Panajotis Kondylis bezeichnet dagegen La Mettrie in seiner umfangreichen Studie Die Aufklärung im Rahmen des neuzeitlichen Rationalismus, 1981, als den konsequentesten aller Nihilisten:

„Er stilisierte La Mettries Philosophie mit der Sades zu einem (werterelativistischen) Nihilismus, so dass La Mettrie und Sade bei ihm als gleichgesinnte Denker erscheinen.“

Während alle « philosophes des Lumières » unisono La Mettrie (1709–1751) zur Unperson erklärten und seine Thesen schärfstens verurteilten, lobpreist der Marquis de Sade (1740–1814), „der freieste Geist, der jemals existiert hat“, La Mettrie, den „berühmtesten aller Materialisten“ an mehreren Stellen in seinen Werken:

« Le célèbre La Mettrie avait raison. »

„Der berühmte La Mettrie hatte recht.“

und:

« Aimable La Mettrie, profond Helvétius, sage et savant Montesquieu, pourquoi donc, si pénétrés de cette vérité (le plaisir que la nature prend au prétendu ‘forfait de la destruction’), n’avez-vous fait que l’indiquer dans vos livres divins ? »

„Liebenswerter La Mettrie, tiefsinniger Helvétius, weiser und gelehrter Montesquieu, weshalb habt Ihr denn diese Wahrheit, (dass die Natur an der sogenannten ‘Schandtat der Zerstörung’ Freude empfindet), in Euren göttlichen Büchern nur nebenbei erwähnt, wiewohl Ihr zutiefst von ihr durchdrungen wart?“

Dass der „Göttliche Marquis“ ein begeisterter Leser der Schriften dieses radikalatheistischer Hedonisten war und seinen Thesen zustimmte, erkennt man daran, dass er sie seinen eigenen Romanfiguren an zahlreichen Stellen in den Mund legte.

‘L’aimable La Mettrie’ évoqué dans ‘L’histoire de Juliette’ est un auteur chez qui Sade romancier est allé puiser à pleines mains. Et pour cause: selon La Mettrie l’homme est l’ouvrage de la nature et ne peut être tenu pour responsable de ses actes.

„‘Der liebenswürdige La Mettrie’, wie ihn Sade im Roman ‘Juliette oder die Vorteile des Lasters’ nennt, ist ein Autor, in dessen Werken Sade aus dem Vollen geschöpft hat. Und das aus gutem Grund: ’gemäß La Mettrie ist der Mensch Werk der Natur und kann nicht für sein Handeln verantwortlich gemacht werden.“

Der Philosophiehistoriker Jean Deprun 1976 stellt in seinem Aufsatz La Mettrie und der Sade’sche Immoralismus die Frage, ob es wirklich die Lektüre dieser „göttlichen Bücher“ war, die de Sade zur Apologie des Verbrechens und zur Verspottung aller Tugenden getrieben hat. Er führt weiter aus, dass der Marquis La Mettries philosophische Deskriptionen fälschlicherweise als normative Präskriptionen ausgelegt habe:

« Nous voudrions montrer qu’on doit répondre négativement à ces questions et que le disciple [de Sade] a majoré, pour ne pas dire gauchi, la pensée du maître [La Mettrie], transmuant de façon indue la description en prescription. »

„Wir möchten zeigen, dass diese Fragen negativ beantworten werden müssen und dass der Schüler [de Sade] den Gedanken des Meisters [La Mettrie] überzogen, um nicht zu sagen verzerrt hat, indem er unbillig Deskription in Präskription verwandelt hat.“

## L’Homme-Machine im Lichte der Neurowissenschaften
„Mit der Indienstnahme der Wissenschaften für seine Maschinenanthropologie kam La Mettrie reichlich zu früh. Doch inzwischen scheinen es die Wissenschaften selbst zu sein, die La Mettries Gleichung zum Thema machen. Umso mehr müssen wir fragen: Ist sie tatsächlich ein Angriff auf Vernunft, Moralität, Freiheit und Glück? Sehen wir zu.“

Der Physiologe Cabanis prägte 1802 die Formel des biologischen Materialismus: « Le cerveau sécrète la pensée comme le foie la bile. » („Das Gehirn sondert Gedanken ab wie die Leber die Galle“). Im 20. und 21. Jahrhundert stimmen reduktionistische Molekularbiologen wie der Medizin-Nobelpreisträger Francis Crick („Sie sind nichts weiter als ein Haufen Neuronen“) und Neurowissenschaftler wie Jean-Pierre Changeux („Der neuronale Mensch“). La Mettries materialistischen Thesen zu. Für sie ist das Gehirn eine komplexe neuronale Biomaschine. Seelisch-geistige Zustände werden behandelt, als ob ihnen Gehirnzuständen entsprächen, unser Bewusstsein werde von einem « Haufen Neuronen » produziert.
Von der Mehrheit der Philosophen kommt allerdings heftige Kritik. So lautet der Titel eines Buches des Philosophen Patrick Spät explizit Der Mensch lebt nicht vom Hirn allein. Warum wir kein Haufen Neuronen sind.

## Eponym
Im April 1997 wurde der Asteroid (7095) Lamettrie nach ihm benannt.

### Primärliteratur (Auswahl)
„Über die mehr als 5000 Druckseiten, die irgendwann einmal erschienen sein dürften, existiert nicht allenthalben gesicherte Überlieferung. Manche sind verschollen, andere in so geringer Anzahl noch vorhanden, dass auch die La-Mettrie-Forscher sie nicht immer genau bezeichnen können, weil sie fast unzugänglich sind. Viele sind anonym verlegt worden. Zwischen 1733 und 1774 (einige noch nach seinem Tode) sind 46 Schriften erschienen, auch in verschiedenen Ausgaben. Dazu gibt es umfangreiche Bibliographien bei Pia Jauch und Birgit Christensen.“

#### Medizinische Schriften
Medizinische Abhandlungen
- Traité du vertige avec la description d’une catalepsie hystérique. Rennes 1737
- Lettres de M.D.L.M Docteur en Médecine sur l’Art de conserver la Santé & de prolonger la vie, Paris 1738
- Nouveau traité des maladies vénériennes par M. de La Mettrie, Docteur en médecine, Paris 1739
- Traité de la Petite Vérole, avec la Manière de Guérir cette Maladie Suivant les principes de Mr. Hermann Boerhaave & ceux des plus habiles Médecins de notre temps. Paris 1740
- Vie de M. Hermann Boerhaave, Paris 1740
- Observations de médecine pratique. Paris 1743
- Mémoire sur la Dyssentrie, Paris 1750
- Traité de l’asthme, 1750

Übersetzungen Hermann Boerhaaves
- Système de Monsieur Hermann Boerhaaves, Sur les maladies vénériennes, Paris 1735
- Discours sur le Feu, 1737
- Discours sur l’Eau, 1737
- Discours sur l’Air, 1737
- Discours sur la Terre, 1738
- Les Institutions en médecine de Mr Herman Boorhaave, 2 Bände, 1740
  - Die Zweite Ausgabe mit La Mettries Kommentaren, umfasst 8 Bände, Paris 1743–1750.

Ärztekritische Pamphlete, Satiren & Komödien
- Essais sur l’Esprit et les Beaux Esprits, Amsterdam 1740
- Saint Cosme vengé, Strasbourg 1744 (anonym)
- Politique du médecin de Machiavel ou le Chemin de la Fortune ouvert aux médecins, Amsterdam 1746
- La Faculté vengé. Comédie en trois actes, Paris 1747
  - postum wiederaufgelegt 1762 zu Paris unter dem Titel Les Charlatans démasqués ou Pluton Vengeur de la de la Société de Médecine. Comédie ironique en trois actes, en prose.
- Le chirurgien converti, Den Haag 1748
- Ouvrage de Pénélope ou Machiavel en médecine, Leiden 1748. Drei Bände (Pseudonym: Aletheius Demetrius)

#### Philosophische Schriften
- Histoire naturelle de l’Âme ou Traité de l’Âme. 1745 (anonym)
  - Abrégé des Systèmes pour faciliter l’Intelligence du Traité de l’Âme – im Anhang

- (École de) La Volupté. 1746 (anonym)
- Politique du Médecin de Machiavel. 1746 (anonym)
- L’Homme-Machine. 1748 (anonym)
- L’Homme-Plante. 1748 (anonym)
- L'Homme plus que machine 1748
- Discours sur le bonheur ou Anti-Sénèque [Traité de la vie heureuse, par Sénèque, avec un Discours du traducteur sur le même sujet]. 1748 (anonym)
- Réflexions philosophiques sur l’origine des animaux, 1749 (anonym) – umfasst 41 §§
  - Système d’Épicure, 1750 (anonym) – erweitert die « Réflexions philosophiques sur l’origine des animaux » um die §§ 42–93.
- Les animaux plus que machine. 1750
- Discours préliminiaire aux Œuvres philosophiques, 1750
- Die zu Boden gestürzte Maschine. Oder glaubwürdige Nachricht von dem Leben und sonderbaren Ende des berühmten Arztes de La Mettrie. Aus dem Französischen übersetzt, in drei Teilen. 1750 in deutscher Sprache erschienen. Drei Teile. Die französischen Originale heißen:
  - Épître à Mlle A.C.P. Ou la Machine terrassée. Teil I, 1749 (anonym)
  - Réponse à l’auteur de la machine terrassée. Teil II, 1749 (anonym)
  - Épître à mon Esprit ou l’Anonyme persiflé. Teil III, 1750 (anonym)
- L’Art de Jouir. 1751 (anonym)
- Le Petit Homme à longue Queue. Ridendo dicere verum. 1751 (anonym)

### Ausgaben
Kritische Editionen der Hauptwerke
- Aram Vartanian (Hrsg.): La Mettrie’s L’homme machine. A Study in the Origins of an Idea, Princeton: Princeton University Press 1960
- John F. Falvey (Hrsg.): La Mettrie. Discours sur le bonheur, Banbury, Oxfordshire: The Voltaire Foundation 1975 (Studies on Voltaire and the Eighteenth Century, vol. cxxxiv)
- Ann Thomson (Hrsg.): La Mettrie’s Discours préliminaire. Materialism and Society in the Mid-Eighteenth Century, Genève: Librairie Droz 1981
- Théo Verbeek (Hrsg.): Le Traité de l’Ame de La Mettrie, 2 Bde., Utrecht: OMI-Grafisch Bedrijf 1988

Ältere französische Werkausgaben
- Œuvres philosophiques de Mr. de La Mettrie. 1751 (unvollständig)
- Œuvres philosophiques de Mr. de La Mettrie. Nouvelle édition. 1752, 1753 (2×), 1764 (3×), 1774 (2×), 1775, 1796 (Digitalisat)

Neue französische Werkausgabe
- Œuvres philosophiques, 2 Bände, Fayard, Paris 1984 und 1987, ISBN 2-213-01839-1 und ISBN 2-213-01953-5
- Ouvrage de Pénélope ou Machiavel en Médecine, Fayard, Paris 2002, ISBN 2-213-61448-2
- Œuvres philosophiques, 1 Band, Coda, Paris 2004, ISBN 2-84967-002-2
- La Mettrie. Textes choisis. (Marcelle Bottigelli-Tisserand) Éditions Sociales (ES), Paris 1974

Zweisprachige Ausgaben französisch-deutsch
- Der Mensch eine Maschine / L’Homme-Machine. Übers. v. Theodor Lücke. Nachw. u. Anmerkungen v. Manfred Starke. Reclam, Leipzig 1965. RUB Nr. 110.
- L’Homme-Machine / Die Maschine Mensch. Übers. u. hrsg. v. Claudia Becker, Meiner, Hamburg 2009, ISBN 978-3-7873-1931-2
- L’Homme-Plante / Der Mensch als Pflanze. Übers. v. Gabriele Blaikner-Hohenwart, Hans Goebl. VDG – Verlag und Datenbank für Geisteswissenschaften, Weimar 2008. ISBN 978-3-89739-606-7

Deutsche Werkausgaben
- „Werkausgabe La Mettrie“: „LSR-Quellen“, hrsg., übersetzt, mit Einleitungen von Bernd A. Laska
  - Der Mensch als Maschine, LSR-Quellen Band 1, Nürnberg 1985/1988/2002, ISBN 3-922058-28-0 (Einleitung)
  - Über das Glück oder Das Höchste Gut („Anti-Seneca“), LSR-Quellen Band 2, Nürnberg 1985/2002, ISBN 3-922058-30-2 (Einleitung)
  - Philosophie und Politik, LSR-Quellen Band 3, Nürnberg 1987, ISBN 3-922058-29-9 (Einleitung)
  - Die Kunst, Wollust zu empfinden, LSR-Quellen Band 4, Nürnberg 1987, ISBN 3-922058-31-0 (Einleitung)

- Maschinentexte aus Sanssouci. Herausgegeben mit Anmerkungen und einem Nachwort versehen von Ulrich Richtmeyer: (Bd. I) Die zu Boden gestürzte Maschine, Kulturverlag Kadmos Berlin 2019, ISBN 978-3-86599-415-8 (eingeschränkte Vorschau in der Google-Buchsuche).

Hörbuch
- Der Mensch eine Maschine. Hörbuch auf CD, gelesen von Andreas Dietrich. Komplett-Media, Grünwald o. J. (2008) ISBN 978-3-8312-6200-7.

### Sekundärliteratur
Bibliographien
- Allgemeine Deutsche Biographie, Bernhard von Poten: La Mettrie, Julien Offray de, 17 (1883), S. 566–568, Online-Version.

- Bibliographischer Katalog aus dem Jahre 1752 der Werke La Mettries. Autor: Friedrich der Große. Veröffentlicht im Anhang zu seinem Éloge du sieur La Mettrie, Médecin de la Faculté de Paris et Membre de L’Académie Roïale des Sciences de Berlin: Avec le catalogue de ses ouvrages, & deux Lettres qui le concernent, Den Haag, bei Pierre Gosse Junior, 1752, S. 19–29 (hathitrust.org; Aufgelistet sind 29 Werke).
- Birgit Christensen: Ironie und Skepsis: Das offene Wissenschafts- und Weltverständnis bei Julien Offray de la Mettrie, Würzburg: Königshausen & Neumann 1996, ISBN 3-8260-1271-2, Fünftes Kapitel, S. 269–310.
- Ursula Pia Jauch: Jenseits der Maschine. Philosophie, Ironie und Ästhetik bei Julien Offray de La Mettrie (1709–1751). Carl Hanser München 1998. ISBN 3-446-19485-1, Kapitel Bibliographie, S. 579–592.
- Bernd A. Laska: Die Rezeption von La Mettrie nach 1985 – Online Bibliographie (Stand: 29. März 2017).
- Pierre Lemée: Julien Offray de La Mettrie: St-Malo, 1709 – Berlin, 1751, Médecin – Philosophe – Polémiste. Sa vie, Son ŒUVRE. Verlag Mortain, Saint-Malo 1954, Bibliographie des œuvres de La Mettrie, S. 243–247 (Aufgelistet sind 106 Werke).
- Roger E. Stoddard: Julien Offray de La Mettrie, 1709–1751: A Bibliographical Inventory. In: The Papers of the Bibliographical Society of America, Vol. 86, No. 4, Dezember 1992, S. 411–459, JSTOR
  - Roger E. Stoddard: Julien Offray de La Mettrie, 1709–1751. A Bibliographical Supplement. In: Papers of the Bibliographical Society of America, 89, März 1995, S. 85–92 – JSTOR
  - Roger E. Stoddard: Julien Offray de La Mettrie, 1709–1751: A bibliographical Inventory. Together with a facsimile reprint of La Mettrie's long-lost thesis Epistolaris de vertigine dissertatio (Rennes, 1736). Verlag Dinter, Köln 2000, ISBN 978-3-924794-42-2.

Biographien
- Pierre Lemée: Julien Offray de La Mettrie: St-Malo, 1709 – Berlin, 1751, Médecin – Philosophe – Polémiste. Sa vie, Son ŒUVRE. Verlag Mortain, Saint-Malo 1954, Première Partie: L’Homme (Erster Teil: Der Mensch), S. 13–39.
- Bernd Schuchter: Herr Maschine oder vom wunderlichen Leben und Sterben des Julien Offray de La Mettrie. Wien : Braumüller, 2018, ISBN 978-3-99200-201-6, [in essayistischem Stil]. Rezension von Thomas Wörtche: Bernd Schuchter: ‘Herr Maschine’. Verspottet, gebrandmarkt und verdammt, 30. Januar 2018: Deutschlandfunk Kultur und Rezension von Carsten Jaehner: Von halb Europa gehasst – eine wahre Geschichte. (online).
- Jakob Elias Poritzky: Julien Offray de La Mettrie. Sein Leben und seine Werke. Ferd. Dümmlers Verlagsbuchhandlung, Berlin 1900, ISBN 978-93-336-4343-6 (online).

Analysen
Bücher
- Arno Baruzzi: La Mettrie, in: Aufklärung und Materialismus im Frankreich des 18. Jahrhunderts, Paul List Verlag 1968, S. 21–62.
- Ernst Bergmann: Die Satiren des Herrn Maschine. Ein Beitrag zur Philosophie-und Kulturgeschichte des 18. Jahrhunderts. Leipzig 1913 (online).
- Philipp Blom: Böse Philosophen. München: Hanser Verlag 2011, darin über La Mettrie S. 63–66 und Seiten 241/242, sowie S. 299, ISBN 978-3-534-24403-4.
- Olivier Côté: Les plaisirs de l’amoralisme. Pour une compréhension de l’hédonisme lamettrien. In: Ithaque, Revue de l’Université de Montréal (PDF).
- Birgit Christensen: Ironie und Skepsis: Das offene Wissenschafts- und Weltverständnis bei Julien Offray de la Mettrie, Würzburg: Königshausen & Neumann 1996, ISBN 3-8260-1271-2 (eingeschränkte Vorschau in der Google-Buchsuche).
- Helmut Dressler: Der verfemte Visionär. Anmerkungen zur Nachwirkungsgeschichte von Julien Offray de La Mettrie. In: Lichtenberg-Jahrbuch 2010, S. 303–323. Erweiterte Fassung des Essays unter dem Titel: Der erste Agnostiker. Anmerkungen zur Wirkungsgeschichte von Julien Offray de La Mettrie. (online).
- Jean Deprun: La Mettrie et l’immoralisme sadien. In: Annales de Bretagne et des pays de l’Ouest. Tome 83, numéro 4, 1976, S. 745–750, doi:10.3406/abpo.1976.4649 (Volltext auf Persée).
- Christof Goddemeier: Julien Offray de La Mettrie (1709-1752): Lob des Selbstdenkens. In: Deutsches Ärzteblatt. 11. Dezember 2009.
- Philip Lionel Honoré: L’Histoire naturelle de l’âme. The Philosophical Satire of La Mettrie. New York University 1973. (Ungedruckte Dissertation).
- Ursula Pia Jauch: Jenseits der Maschine. Philosophie, Ironie und Ästhetik bei Julien Offray de La Mettrie (1709–1751). München: Hanser 1998. ISBN 3-446-19485-1.
- Ursula Pia Jauch: Herr Maschine im Jenseits von Gut und Böse: Festvortrag in der BBAW, am 8. November 2001.
- Ursula Pia Jauch: Friedrichs Tafelrunde & Kants Tischgesellschaft. Ein Versuch über Preußen zwischen Eros, Philosophie und Propaganda. Berlin 2013, ISBN 978-3-88221-589-2.
- Panajotis Kondylis: Die Aufklärung im Rahmen des neuzeitlichen Rationalismus. Stuttgart: Klett-Cotta 1981. ISBN 3-12-915430-2 (Kap. Die Konsequenten: La Mettrie und Sade, S. 503–518, passim; Leseprobe).
- Friedrich Albert Lange: Geschichte des Materialismus (1866). Neuaufl. Frankfurt/Main: Suhrkamp 1974. ISBN 3-518-07670-1 (2 Bände, stw 70/71, Kap. La Mettrie, S. 344–376).
- Pierre Lemée: Julien Offray de La Mettrie: St-Malo, 1709 – Berlin, 1751, Médecin – Philosophe – Polémiste. Sa vie, Son ŒUVRE. Verlag Mortain, Saint-Malo 1954.
- Claude Morilhat: La Mettrie. Un matérialisme radical. PUF Paris 1997, ISBN 978-2-13-048582-7 Gallica und Rezension von Anne Miehe-Léon, JSTOR
- Michael Pfister / Stefan Zweifel: Pornosophie & Imachination.[72] Sade, La Mettrie, Hegel, Matthes & Seitz München, 2002, ISBN 3-88221-836-3.
- Richard Reschika: Julien Offray de La Mettrie oder das maschinelle Glück. In: Philosophische Abenteurer. Elf Profile von der Renaissance bis zur Gegenwart, Mohr Siebeck, (UTB), Tübingen 2001, ISBN 3-8252-2269-1, S. 41–67.
- Lutz Rössner: Maschinenmensch und Erziehung, Peter Lang, Frankfurt/M. u. a. 1990, ISBN 3-631-42370-5.
- Alex Sutter: Göttliche Maschinen, Athenäum, Frankfurt/M. 1988, ISBN 3-610-08511-8.
- Barbara I. Tshisuaka: La Mettrie, Julien Offray de. In: Werner E. Gerabek u. a. (Hrsg.): Enzyklopädie Medizingeschichte. De Gruyter, Berlin / New York 2005, ISBN 3-11-015714-4, S. 819.
- Rudolf Walther: Weder Gott noch Zufall, ein Porträt. In: Die Zeit, 19. November 2009.
- Michael Winter: Trink, iss, schlafe, träume! Über den Philosophen, Anarchisten und Hofnarren Julien Offray de La Mettrie. In: Zeit online, 4. November 1988.
- Kathleen Wellman: La Mettrie. Medicine, Philosophy, and Enlightenment. Durham / London: Duke University Press 1992.

Artikel in (Fach-)Zeitschriften und auf Websites
- Ronald Hinner: La Mettrie Gegenspieler Sade. Zur Aufklärung über die Aufklärung, Wien Dezember 2012 online.
- Bernd Kettern: Julien Offray de La Mettrie. In: Biographisch-Bibliographisches Kirchenlexikon (BBKL). Band 4, Bautz, Herzberg 1992, ISBN 3-88309-038-7, Sp. 1045–1050 (mettrie_j_o.shtml Artikel/Artikelanfang im Internet-Archive).
- Bernd A. Laska: Die Negation des irrationalen Über-Ichs bei La Mettrie. La Mettrie als ‘anarchistischer’ ‘Pädagoge’, 1999 (Volltext).
  - Bernd A. Laska: La Mettrie und die Kunst, Wo(h)llust zu empfinden. Porträt eines verfemten Denkers. In: Der Blaue Reiter. Journal für Philosophie. Band 16, 2003, S. 98–103 (Volltext).
  - Bernd A. Laska: La Mettrie – ein gewollt unbekannter Bekannter. Zur Thematik ‘Aufgeklärter Hedonismus’ und ‘Zweite Aufklärung’, in: Aufklärung und Kritik, Sonderheft 14, 14/2008, S. 64–84 (gkpn.de).